# Nick of Time (The Twilight Zone)
"Nick of Time" is een aflevering van de Amerikaanse televisieserie The Twilight Zone.

## Plot

### Opening
The hand belongs to Mr. Don S. Carter, male member of a honeymoon team on route across the Ohio countryside to New York City. In one moment, they will be subjected to a gift most humans never receive in a lifetime. For one penny, they will be able to look into the future. The time is now, the place is a little diner in Ridgeview, Ohio, and what this young couple doesn't realize is that this town happens to lie on the outskirts of the Twilight Zone.
— Rod Serling

### Verhaal
Don en Pat Carter krijgen panne met hun auto in het plaatsje Ridgeview (Ohio). Ze besluiten eerst wat te gaan eten bij een eetcafé alvorens een monteur te bellen. In het café blijkt ook een machine die blijkbaar de toekomst kan voorspellen te staan. Don vraagt de machine voor de grap of hij promotie zal krijgen op zijn werk. Op het kaartje dat de machine uitspuugt staat dat er “gekozen is in zijn voordeel”. Don belt meteen zijn kantoor en ontdekt dat de machine gelijk had. Overtuigd dat de machine echt werkt, stelt Don nog wat vragen.
Pat beseft dat Don de machine en zijn advies te serieus neemt, maar Don blijft vragen stellen. Dankzij een van de antwoorden die de machine geeft, is Don ervan overtuigd dat het niet veilig is het café te verlaten voor 3 uur ’s middags. Pat sleept Don net voor drie uur het café uit, maar bij het oversteken van de straat worden ze bijna overreden door een auto. Nadat ze zijn bekomen van de schrik gaan ze terug naar het café. Daar blijkt een ander koppel de machine reeds te gebruiken, dus moeten ze even wachten.
Het incident met de bijna-aanrijding is nog niet genoeg voor Pat. Ze wil meer bewijzen dat de machine echt werkt. Don vraagt de machine of hun auto voor het eind van de dag zal worden gerepareerd. De machine zegt dat de auto reeds gerepareerd is. Net op dat moment komt er een monteur binnen die Don en Pat het nieuws brengt dat de auto inderdaad is gemaakt.
Ondanks dat de machine het keer op keer bij het rechte eind heeft, kan Pat er niet tegen dat Don zich zo laat inpalmen door het ding. De druppel is voor haar wanneer Don de machine vraagt waar hij en Pat in de toekomst zullen gaan wonen. Ze geeft Don een donderpreek waarin ze hem verwijt dat hij de machine hun hele leven laat ruïneren. Don komt eindelijk bij zinnen en verontschuldigt zich voor zijn gedrag. Hij en Pat vertrekken.
Nauwelijks zijn ze weg, of het andere koppel dat eerder de machine gebruikte keer terug. Zij zitten blijkbaar vast in het café omdat ze niet konden wat Don en Pat wel hebben gedaan: de machine laten voor wat het is en zelf hun eigen keuzes maken.

### Slot
Counterbalance in the little town of Ridgeview, Ohio. Two people permanently enslaved by the tyranny of fear and superstition, facing the future with a kind of helpless dread. Two others facing the future with confidence, having escaped one of the darker places of the Twilight Zone
— Rod Serling

## Rolverdeling
- William Shatner: Don Carter
- Patricia Breslin: Pat Carter
- Guy Wilkerson: Man achter de bar.
- Stafford Repp: Monteur
- Walter Reed: Man

## Trivia
- William Shater speelde later ook mee in “Nightmare at 20,000 Feet”.
- In de attractie The Twilight Zone Tower of Terror is de machine uit deze aflevering te zien in de bibliotheek van het hotel.